# Neusticomys mussoi
Neusticomys mussoi är en däggdjursart som beskrevs av Ochoa G. och Soriano 1991. Neusticomys mussoi ingår i släktet Neusticomys och familjen hamsterartade gnagare. IUCN kategoriserar arten globalt som starkt hotad. Inga underarter finns listade i Catalogue of Life.
Denna gnagare är bara känd från tre individer som hittades i nordvästra Venezuela. En individ fångades vid 1050 meters höjd. Arten lever delvis i vattnet och jagar bland annat vattenlevande ryggradslösa djur.
De kända exemplaren var 9,4 till 11,8 cm långa (huvud och bål) och hade en 7,5 till 8,2 cm lång svans. Bakfötterna var cirka 2,1 cm lång och öronen var ungefär 1,0 cm stora. Viktuppgifter saknas. Den långa och mjuka pälsen på ovansidan bildas av bruna hår med röda eller svarta spetsar. På undersidan är håren kortare och mer gråbruna. De längsta håren på undersidan har gula spetsar. Neusticomys mussoi har bra simförmåga med simhuden mellan tårna och med en kam av styva hår vid bakfotens kanter. Vid öronens insida och fötterna förekommer krämfärgad päls. Svansen är bra täckt med bruna hår förutom vid spetsen där vita hår bildar en liten tofs.